# Krista Lavíčková
Krista Lavíčková (15 décembre 1917–11 août 1944) est une secrétaire tchécoslovaque et résistante au nazisme.  Elle est arrêtée pour avoir fait partie du groupe Union européenne et exécutée avec son père, Paul Hatschek (en), par le Volksgerichtshof (« Tribunal du peuple »).

## Détails biographiques
Lavíčková, née Hatschek, est née en margraviat de Moravie à Mährisch-Ostrau. Adulte, elle vit à Prague, où elle travaille comme secrétaire. 
Elle participe au groupe de résistance Union européenne, dont les membres proviennent de différents pays européens. Le 3 septembre 1943, elle est arrêtée par les nazis. Jugée avec son père Paul Hatschek par un « Tribunal du Peuple », elle est condamnée à mort le 27 mars 1944 comme lui. Avant son exécution, elle est incarcérée à la Prison pour femmes de la Barnimstrasse (de), à Berlin. 
La deuxième épouse de son père, Elli Hatschek, est arrêtée avec son père, mais jugée séparément. Elle est également condamnée à mort, accusée d'être en relation avec Union Européenne et de Wehrkraftzersetzung, un crime d'atteinte à l'effort de guerre considéré comme une « atteinte à l'armée » et un acte de sédition en temps de guerre. 
Paul Hatschek, le père de Lavíčková est exécuté par guillotine le 15 mai 1944 à la prison de Brandebourg. Lavíčková est, elle, exécutée à la prison de Plötzensee le 11 août 1944. Ils font partie des seize membres d'Union Européenne à être exécutés par les nazis en tout. Le dossier de son exécution mentionne que « La condamnée, qui était calme et composée, a été mise sur l'axe de la chute de l'appareil sans résistance, après quoi le bourreau effectua la décapitation avec la guillotine et déclara ensuite que la peine avait été réalisée. La peine est exécutée en sept secondes, de la mise en place [du prisonnier sur la guillotine] à la notification de l'achèvement. »
Elli Hatschek est jugée en novembre 1944. Le 8 décembre 1944, comme Lavíčková, elle est exécutée par guillotine à la Prison de Plötzensee.

Lavíčková était mariée. Sa lettre d'adieu, écrite avant son exécution, est adressée à Ilsinko et Friedl.

« Mes chers Ilsinko et Friedl,
Voilà, ça arrive, ce que nous n'avons jamais attendus. Quand vous recevrez ma lettre, je ne souffrirai plus. Mes chers, je suis contente d'avoir pu vous dire au revoir hier. Je sais que ça vous fait de la peine, mais vous devez penser à ce que vous m'avez dit. Regarde vers l'avant ! Pour la vie, c'est assez d'avoir quelqu'un pour qui vivre et vous avez tous les deux ça. Vous connaissez mes derniers souhaits. L'héritage de Père qui devait me revenir est pour toi, Ilsinko. Et ma plus grande requête est, s'il te plaît, ne laisse pas mon cher Honza seul durant les difficiles heures qui l'attendent, jusqu'à ce qu'il trouve la paix intérieure. S'il y a une après-vie, alors je vivrai pour lui et pour vous deux. Dans mon horoscope, il est dit que la mort me trouvera complètement consciente et ça sera le cas, lorsque ça arrivera dans quelques heures. Vous pouvez me croire, je suis complètement calme et presque heureuse que toute cette peine finisse enfin. Si je ressens encore un peu d'angoisse, c'est en pensant à vous. Mais vous savez, vous avez tellement de vitalité, qu'avec le temps, vous sortirez de cette peine et je prierai pour vous dans mes derniers moments, que ça soit la dernière fois et qu'après, vous ne connaissiez que la joie. Je verrai ma Maman, aimée entre toutes, et mon cher Père aussi et je suis vraiment heureuse. La lettre jointe est pour Honza, s'il vous plait donnez-la lui personnellement — et dans un moment que vous considérerez comme approprié. Offrez mon amour à tous ceux que j'ai aimés, surtout Hana, Pepo et Viktor.
Encore une fois merci pour tout votre amour, votre courage et votre sacrifice. En pensée, je vous embrasse pour la dernière fois et finis avec ces mots, Errare humanum - Post tenebras spero lucem !
Votre Krista »